# Rafael Alcaide Crespín
Rafael Alcaide Crespín, més conegut com a Crispi (Còrdova, 22 de maig de 1948), va ser un futbolista andalús. Va representar Espanya als Jocs Olímpics de Mèxic 1968. Posteriorment va fer d'entrenador de futbol.

## Biografia
La seva trajectòria com a jugador de futbol va transcórrer al Còrdova CF temporades (1967 - 1971), Real Oviedo, CD Linares i CD Tenerife.
La seva trajectòria com a entrenador de futbol va ser força llarga, començaria entrenant el Còrdova CF, club al qual dirigiria en fins a 4 etapes diferents (90–91, 94–95, 00–01, 03–04) i d'aquí el seu pas transcorreria per una infinitat d'equips com ara l'Europa de Nava, Club de Futbol Palència, Reial Mallorca B, Pontevedra CF, Granada CF, Reial Jaén, Elx CF, Lorca CF, Associació Esportiva Ceuta, Reial Múrcia i el desaparegut Ciutat de Múrcia. Va entrenar també el Caudal Deportivo de Mieres.